# Sainte-Austreberthe (Pas-de-Calais)
Pour les articles homonymes, voir Sainte-Austreberthe.
Sainte-Austreberthe est une ancienne commune française située dans le département du Pas-de-Calais en région Hauts-de-France. Ses habitants sont appelés les Sainte-Austreberthois. La commune est membre de la communauté de communes des 7 Vallées.
Le 1er janvier 2025, les communes d'Hesdin d'Huby-Saint-Leu, Marconne et Sainte-Austreberthe, se sont rassemblées pour former la commune nouvelle d'Hesdin-la-Forêt.

## Géographie

### Localisation
Le territoire de la commune est limitrophe de ceux de quatre communes :
| Marconne   |                      |               |
|            | Sainte-Austreberthe  | Saint-Georges |
| Brévillers | Le Quesnoy-en-Artois |               |

### Hydrographie
Le territoire de la commune est situé dans le bassin Artois-Picardie.
La commune est traversée par la Canche, un cours d'eau naturel de 100,22 km, qui prend sa source dans la commune de Gouy-en-Ternois et se jette dans la Manche entre Étaples et Le Touquet-Paris-Plage.

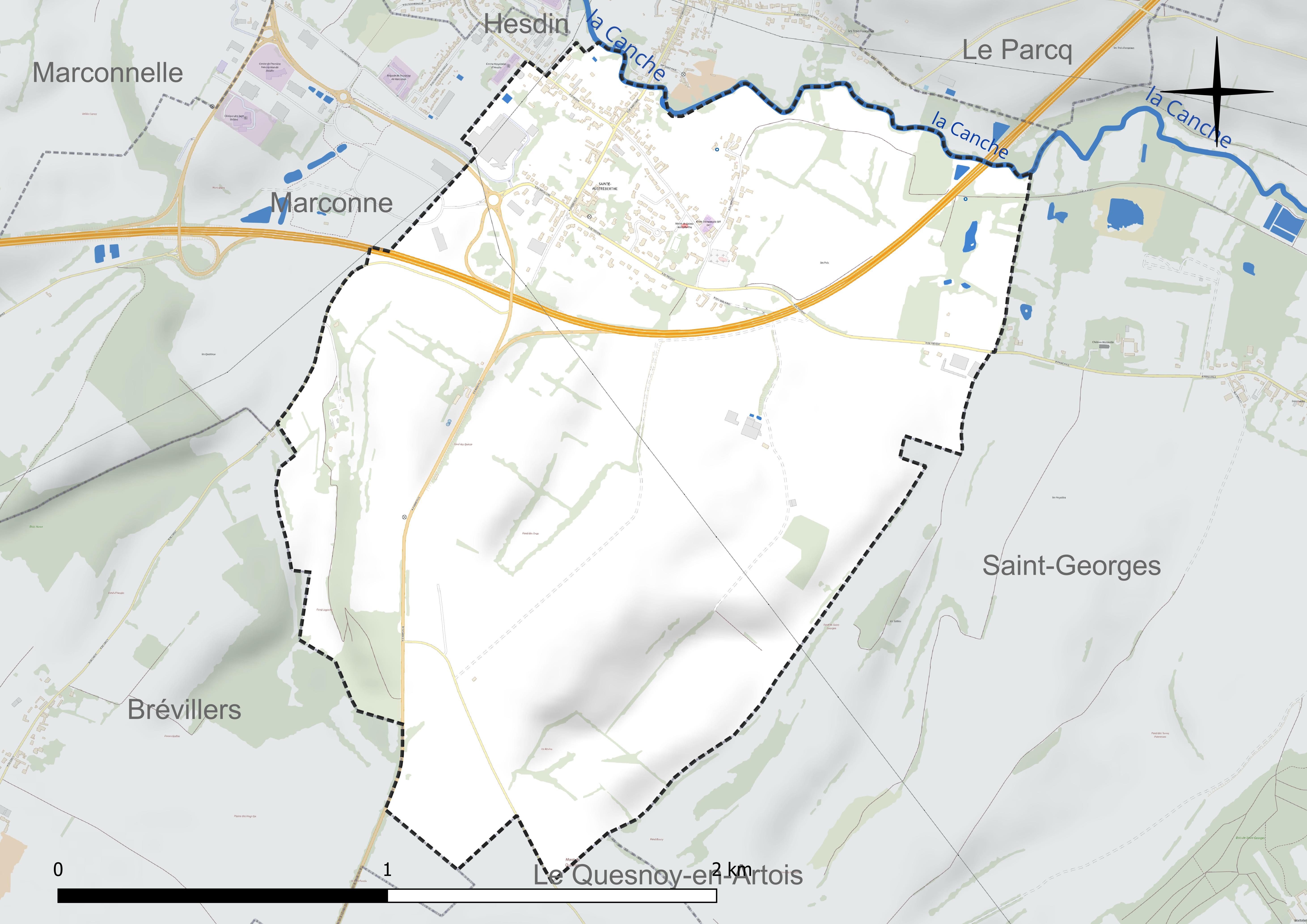
Réseau hydrographique de Sainte-Austreberthe.

### Paysages
Pour un article plus général, voir Paysage en France.
La commune s'inscrit dans les « paysages du Ternois » tels qu’ils sont définis dans l’atlas de paysages de la région Nord-Pas-de-Calais, conçu par la direction régionale de l'Environnement, de l'Aménagement et du Logement (DREAL),.
Ces paysages, qui concernent 138 communes avec trois pôles d’attraction que sont Hesdin à l'ouest, Saint-Pol-sur-Ternoise à l’est et, dans une moindre mesure, Frévent en lisière sud, sont délimités par deux cours d’eau : la Canche au Sud et la Ternoise au Nord. Ces paysages sont composés de plateaux, de vallées et de bocages. Les plateaux du Ternois montrent une structure tabulaire assez plane et une altitude assez régulière avec des points culminants entre 150 et 160 m.
Le territoire d’une vingtaine de kilomètres du Nord au Sud et d’Est en Ouest, est traversé par la D 939 reliant Saint-Pol-sur-Ternoise à Hesdin, par la D 912 entre Saint-Pol-sur-Ternoise et Frévent et par la ligne ferroviaire de Saint-Pol-sur-Ternoise à Étaples dans la vallée de la Canche. La position excentrée, en l’absence de grands axes autoroutiers ou ferrés structurants, a permis au Ternois de conserver un caractère rural et une certaine qualité de paysage.
Au niveau de l’occupation des sols, les surfaces cultivées sont omniprésentes sur les plateaux, avec majoritairement la culture de la betterave et de la pomme de terre, et représentent près de 72 % de la surface totale de ces paysages du Ternois, les espaces artificialisés, cantonnés dans les fonds de vallée, représentent 13 % et les surfaces boisées, présentes dans les deux principales vallées de la Ternoise et de la Canche, ne représentent que 6 %.

### Climat
Pour des articles plus généraux, voir Climat des Hauts-de-France et Climat du Pas-de-Calais.
En 2010, le climat de la commune est de type climat océanique franc, selon une étude du CNRS s'appuyant sur une série de données couvrant la période 1971-2000. En 2020, Météo-France publie une typologie des climats de la France métropolitaine dans laquelle la commune est exposée à un climat océanique et est dans la région climatique Côtes de la Manche orientale, caractérisée par un faible ensoleillement (1 550 h/an) ; forte humidité de l’air (plus de 20 h/jour avec humidité relative > 80 % en hiver), vents forts fréquents.
Pour la période 1971-2000, la température annuelle moyenne est de 10,6 °C, avec une amplitude thermique annuelle de 13,3 °C. Le cumul annuel moyen de précipitations est de 846 mm, avec 12,5 jours de précipitations en janvier et 8,7 jours en juillet. Pour la période 1991-2020, la température moyenne annuelle observée sur la station météorologique la plus proche, située sur la commune de Humières à 12 km à vol d'oiseau, est de 10,9 °C et le cumul annuel moyen de précipitations est de 856,9 mm,. Pour l'avenir, les paramètres climatiques de la commune estimés pour 2050 selon différents scénarios d'émission de gaz à effet de serre sont consultables sur un site dédié publié par Météo-France en novembre 2022.

### Milieux naturels et biodiversité

#### Zone naturelle d'intérêt écologique, faunistique et floristique
L’inventaire des zones naturelles d'intérêt écologique, faunistique et floristique (ZNIEFF) a pour objectif de réaliser une couverture des zones les plus intéressantes sur le plan écologique, essentiellement dans la perspective d’améliorer la connaissance du patrimoine naturel national et de fournir aux différents décideurs un outil d’aide à la prise en compte de l’environnement dans l’aménagement du territoire.
Le territoire communal comprend une ZNIEFF de type 2 : la haute vallée de la Canche et ses versants en amont de Sainte-Austreberthe qui se situe dans le pays du Ternois. Il offre un relief de coteau abrupt au Nord et des pentes douces au Sud. Le fond de vallée est constitué de pâturages et de zones de cultures. Les versants les plus pentus et inaccessibles accueillent des boisements.

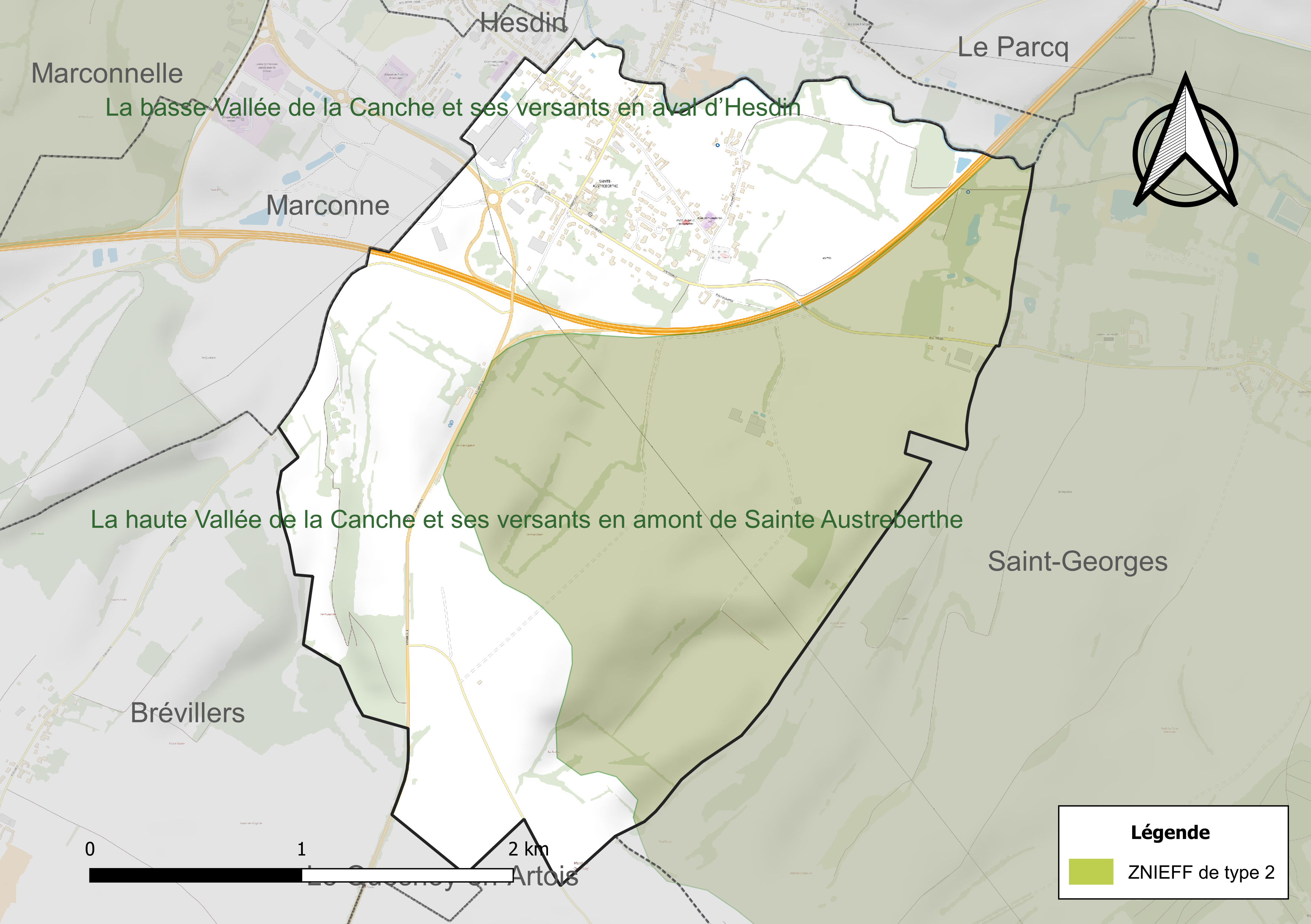
Carte de la ZNIEFF sur la commune.

## Urbanisme

### Typologie
Au 1er janvier 2024, Sainte-Austreberthe est catégorisée commune rurale à habitat dispersé, selon la nouvelle grille communale de densité à sept niveaux définie par l'Insee en 2022.
Elle appartient à l'unité urbaine de Hesdin, une agglomération intra-départementale regroupant huit  communes, dont elle est une commune de la banlieue,,. Par ailleurs la commune fait partie de l'aire d'attraction d'Hesdin, dont elle est une commune de la couronne,. Cette aire, qui regroupe 28 communes, est catégorisée dans les aires de moins de 50 000 habitants,.

### Occupation des sols
L'occupation des sols de la commune, telle qu'elle ressort de la base de données européenne d’occupation biophysique des sols Corine Land Cover (CLC), est marquée par l'importance des territoires agricoles (87,4 % en 2018), en augmentation par rapport à 1990 (83,8 %). La répartition détaillée en 2018 est la suivante : 
terres arables (44 %), prairies (43,4 %), zones urbanisées (12,6 %). L'évolution de l’occupation des sols de la commune et de ses infrastructures peut être observée sur les différentes représentations cartographiques du territoire : la carte de Cassini (XVIIIe siècle), la carte d'état-major (1820-1866) et les cartes ou photos aériennes de l'IGN pour la période actuelle (1950 à aujourd'hui).

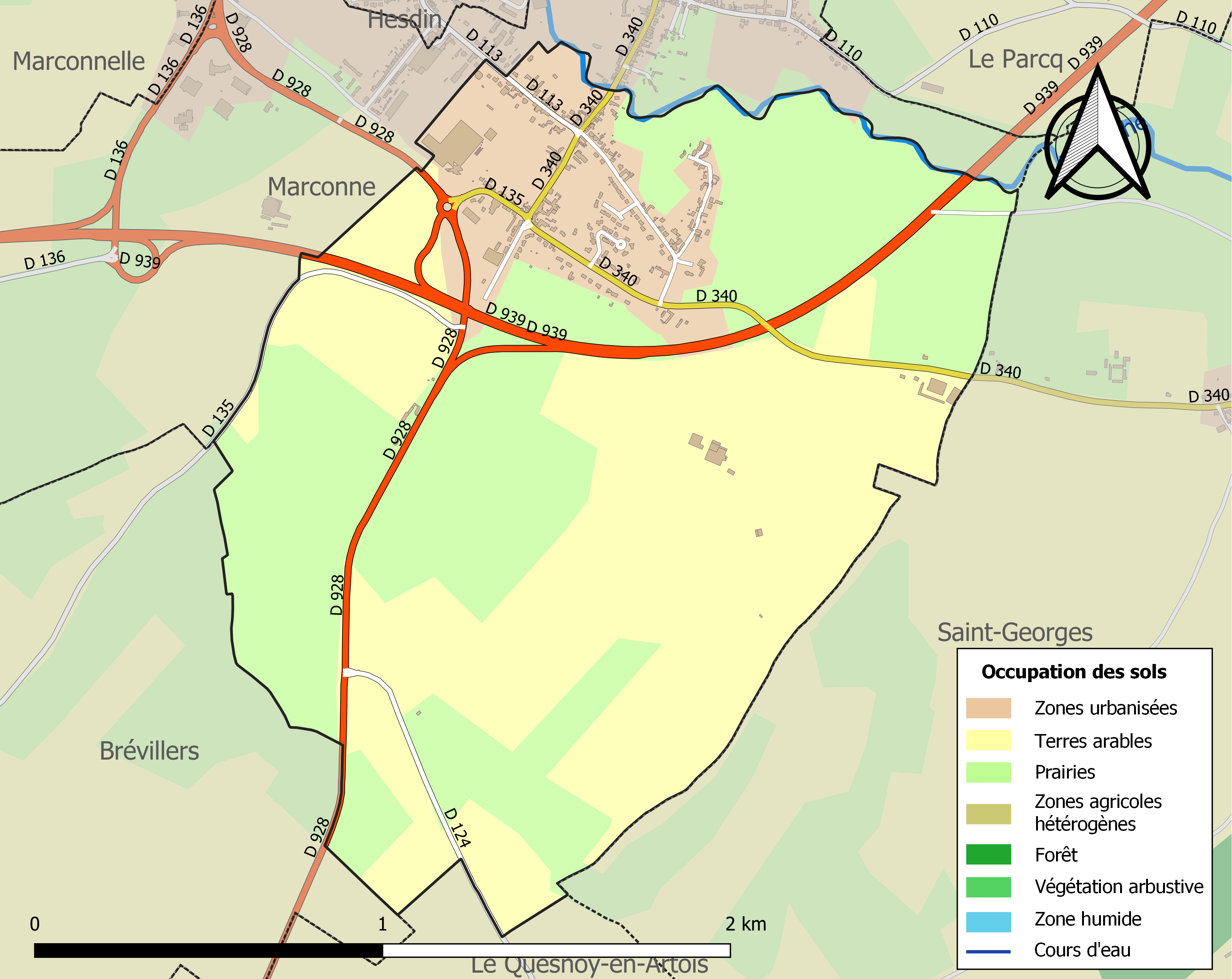
Carte des infrastructures et de l'occupation des sols de la commune en 2018 (CLC).

### Voies de communication et transports
La localité est desservie par la ligne de bus no 16 (Hesdin - Abbeville) du réseau Trans'80, Hauts-de-France. La société Voyages Dumont effectue le service chaque jour sauf pendant les vacances scolaires, le dimanche et les jours fériés.

## Toponymie
Le nom de la localité est attesté sous les formes Villa Beate Austroberte sub Hesdinio (1220) ; Saincte Austroberte (1229) ; Villa Sancte Austreberte (1248) ; Saincte Osteberte (1290) ; Sancta Ostreberta, Sainte-Esteberghe (1301) ; Sainte-Autoberte (1375) ; Sainte-Austerberthe (1469) ; Sainte-Austreberthe-en-Hesdin (1507).
Sainte-Austreberthe est un hagiotoponyme qui fait référence à Austreberthe de Pavilly.
Durant la Révolution, la commune porte les noms de L'Égalité-sur-Canche et de Montagne-sur-Canche.

## Politique et administration

### Création d'une commune nouvelle
Un projet de commune nouvelle, regroupant cinq communes associées que sont Hesdin, Huby-Saint-Leu, Marconne, Marconnelle et Sainte-Austreberthe, est à l'étude pour une mise en place prévue au 1er janvier 2025. Les conseils municipaux de quatre communes ont, par un vote symbolique, affichés leur détermination à la concrétisation du projet, seul celui de la commune de Marconnelle s'est opposé à rejoindre ce projet. Il reste, pour les quatre communes restantes à répondre aux questions de la population, des associations et des institutions. Le 16 septembre 2024, Les conseils municipaux des quatre communes, qui totalisent 4 509 habitants en 2021, ont voté pour la création de la commune nouvelle qui s'appellera Hesdin-la-Forêt (52 votes pour sur 59 élus). Cette commune nouvelle prend effet au 1er janvier 2025, ensuite le 5 janvier 2025, les 59 élus des quatre communes élisent le maire de la commune nouvelle, le nouveau conseil municipal est constitué du nouveau maire, de quatre maires délégués et des 59 conseillers municipaux jusqu'au élections municipales de mars 2026, conseil municipal qui, après ces élections, sera de 29 élus.

### Découpage territorial
La commune se trouve dans l'arrondissement de Montreuil du département du Pas-de-Calais.

#### Commune et intercommunalités
La commune est membre de la communauté de communes des 7 Vallées qui regroupe 66 communes et compte 29 425 habitants en 2022.

#### Circonscriptions administratives
La commune est rattachée au canton d'Auxi-le-Château.

#### Circonscriptions électorales
Pour l'élection des députés, la commune fait partie de la quatrième circonscription du Pas-de-Calais.

### Élections municipales et communautaires

#### Liste des maires
| Période                                  | Période                    | Identité         | Étiquette | Qualité                                     |
| ---------------------------------------- | -------------------------- | ---------------- | --------- | ------------------------------------------- |
| Les données manquantes sont à compléter. |                            |                  |           |                                             |
| avant 1981                               | 2008                       | Michel Duquennoy |           |                                             |
| mars 2008                                | mai 2020                   | Pierre Vauchel   |           | Agriculteur Réélu pour le mandat 2014-2020, |
| 24 mai 2020                              | En cours (au 5 avril 2022) | Francis Petit    |           | Cadre retraité,                             |

## Population et société

### Démographie
Les habitants de la commune sont appelés les Sainte-Austreberthois.

#### Évolution démographique
L'évolution du nombre d'habitants est connue à travers les recensements de la population effectués dans la commune depuis 1793. Pour les communes de moins de 10 000 habitants, une enquête de recensement portant sur toute la population est réalisée tous les cinq ans, les populations de référence des années intermédiaires étant quant à elles estimées par interpolation ou extrapolation. Pour la commune, le premier recensement exhaustif entrant dans le cadre du nouveau dispositif a été réalisé en 2006.

En 2022, la commune comptait 362 habitants, en évolution de −10,84 % par rapport à 2016 (Pas-de-Calais : −0,72 %, France hors Mayotte : +2,11 %).
| 1793 | 1800 | 1806 | 1821 | 1831 | 1836 | 1841 | 1846 | 1851 |
| ---- | ---- | ---- | ---- | ---- | ---- | ---- | ---- | ---- |
| 280  | 252  | 217  | 245  | 296  | 304  | 295  | 272  | 265  |

| 1856 | 1861 | 1866 | 1872 | 1876 | 1881 | 1886 | 1891 | 1896 |
| ---- | ---- | ---- | ---- | ---- | ---- | ---- | ---- | ---- |
| 263  | 268  | 272  | 285  | 314  | 301  | 320  | 319  | 295  |

| 1901 | 1906 | 1911 | 1921 | 1926 | 1931 | 1936 | 1946 | 1954 |
| ---- | ---- | ---- | ---- | ---- | ---- | ---- | ---- | ---- |
| 280  | 306  | 293  | 275  | 257  | 225  | 222  | 217  | 264  |

| 1962 | 1968 | 1975 | 1982 | 1990 | 1999 | 2006 | 2011 | 2016 |
| ---- | ---- | ---- | ---- | ---- | ---- | ---- | ---- | ---- |
| 332  | 374  | 360  | 397  | 408  | 410  | 388  | 426  | 406  |

| 2021 | 2022 | - | - | - | - | - | - | - |
| ---- | ---- | - | - | - | - | - | - | - |
| 371  | 362  | - | - | - | - | - | - | - |

#### Pyramide des âges
En 2018, le taux de personnes d'un âge inférieur à 30 ans s'élève à 27,0 %, soit en dessous de la moyenne départementale (36,7 %). À l'inverse, le taux de personnes d'âge supérieur à 60 ans est de 35,4 % la même année, alors qu'il est de 24,9 % au niveau départemental.
En 2018, la commune comptait 183 hommes pour 211 femmes, soit un taux de 53,55 % de femmes, largement supérieur au taux départemental (51,50 %).
Les pyramides des âges de la commune et du département s'établissent comme suit.
| Hommes | Classe d’âge | Femmes |
| ------ | ------------ | ------ |
| 0,0    | 90 ou +      | 1,0    |
| 4,4    | 75-89 ans    | 12,2   |
| 28,5   | 60-74 ans    | 24,4   |
| 22,7   | 45-59 ans    | 23,7   |
| 14,5   | 30-44 ans    | 14,2   |
| 12,9   | 15-29 ans    | 11,3   |
| 17,0   | 0-14 ans     | 13,2   |

| Hommes | Classe d’âge | Femmes |
| ------ | ------------ | ------ |
| 0,5    | 90 ou +      | 1,6    |
| 5,6    | 75-89 ans    | 8,9    |
| 16,7   | 60-74 ans    | 18,1   |
| 20,2   | 45-59 ans    | 19,2   |
| 18,9   | 30-44 ans    | 18,1   |
| 18,2   | 15-29 ans    | 16,2   |
| 19,9   | 0-14 ans     | 17,9   |

## Culture locale et patrimoine

### Lieux et monuments
- Église Sainte-Austreberthe.

### Héraldique
|  | Les armes de la commune se blasonnent ainsi : D'argent au sautoir de sinople chargé en cœur d'une molette d'or. |

## Pour approfondir